# ¿Quién es el Sr. López?
Pour plus de détails, voir Fiche technique et Distribution.
¿Quién es el señor López? (littéralement « qui est M. Lopez ? ») est un documentaire politique mexicain sorti 2006, réalisé par le Mexicain Luis Mandoki. Il traite du candidat présidentiel mexicain Andrés Manuel López Obrador et des élections mexicaines de 2006.

## Synopsis
Ce documentaire est constitué de cinq vidéos montrant une série d'entretiens, avec la participation entre autres de journalistes et d'analystes politiques, au cours desquels on discute du candidat López, d'autres candidats, et du bilan réalisé par le gouvernement du président sortant Vicente Fox.
La liste inclut entre autres les politologues Denise Dresser (en) (ITAM) et Lorenzo Meyer (es) (COLMEX), les avocats Néstor de Buen (es) et Javier Quijano, l'ex-juge de la Cour suprême du Mexique Juventino Castro y Castro (en), l'écrivain et diplomate José María Pérez Gay (es), et les journalistes Miguel Ángel Granados Chapa (es), Julio Hernández López (es), Alfredo Jalife-Rahme.

## Fiche technique
- Titre : ¿Quién es el señor López?'
- Réalisation : Luis Mandoki
- Production : Luis Mandoki
- Pays :  Mexique
- Genre : Documentaire
- Durée : 90 minutes
- Date de sortie : avril 2006 (Teatro Metropolitan, Mexique)